# Haruhiko Yamanouchi
Haruhiko Yamanouchi, (Tokio, 20 de abril de 1946) también conocido como Hal Yamanouchi es un actor japonés, nacionalizado italiano.

## Biografía
Yamanouchi nació en 1946 en Tokio, Japón. Estudió teatro, danza y mimo entre Tokio y Londres. En 1976 se trasladó a Italia, donde se casó con la periodista Teresa Piazza y comenzó su carrera en el cine participando en numerosas películas de explotación italianas.
Ha participado en más de ochenta producciones cinematográficas y televisivas italianas y americanas. Su papel más famoso es el del antagonista Ichiro Yashida, el Samurái de Plata, en Wolverine. : La Batalla del Inmortal .

## Filmografía

### cine
- 1977 : Viol sous les tropiques (Emanuelle e gli ultimi cannibali) de Joe D'Amato
- 1980 : Je suis photogénique (Io sono fotogenico) de Dino Risi
- 1980 : Héros d'apocalypse (L'ultimo cacciatore) de Antonio Margheriti
- 1983 : 2019 après la chute de New York (2019 - Dopo la caduta di New York) de Sergio Martino
- 1983 : Le Gladiateur du futur (Endgame - Bronx lotta finale) de Joe D'Amato
- 1983 : 2020 Texas Gladiators (Anno 2020 - I gladiatori del futuro) de Joe D'Amato
- 1983 : Sing Sing de Sergio Corbucci
- 1984 : 2072, les mercenaires du futur (I guerrieri dell'anno 2072) de Lucio Fulci
- 1985 : Joan Lui (Joan Lui - Ma un giorno nel paese arrivo io di lunedì) de Adriano Celentano
- 1989 : La casa delle anime erranti d'Umberto Lenzi
- 1989 : Sinbad (Sinbad of the Seven Seas) d'Enzo G. Castellari
- 1992 : Un ours nommé Arthur (Un orso chiamato Arturo) de Sergio Martino
- 1997 : Nirvana de Gabriele Salvatores
- 1998 : L'Éléphant blanc de Gianfranco Albano
- 2004 : La Vie aquatique (The Life Aquatic with Steve Zissou) de Wes Anderson
- 2008 : La rabbia de Louis Nero
- 2009 : Push de Paul McGuigan
- 2010 : Les Chemins de la liberté (The Way Back) de Peter Weir
- 2010 : Un tigre parmi les singes (Gorbaciof) de Stefano Incerti
- 2012 : 11 settembre 1683 (aussi The Day of the Siege: September Eleven 1683) de Renzo Martinelli : Murad Giray
- 2013 : Wolverine : Le Combat de l'immortel (The Wolverine) de James Mangold
- 2014 : The Girl from Nagasaki de Michel Comte et Ayako Yoshida
- 2016 : Zoolander 2 de Ben Stiller

### Televisión
- 2001 : Un gran detective ( Don Matteo )
- 2011 ; 2014 : Rex, perro policía ( Kommissar Rex )
- 2014 : Street Fighter: Puño del asesino